# 高行珪
高行珪（9世纪？—930年6月4日），五代十国燕国、后唐将领，妫州人。
高行珪家中世代出身勇悍之将，李克用以刘仁恭守幽州，以高行珪之父为先锋都指挥使，叔叔高思继为中军都指挥使，另一个叔叔为后军都指挥使，高氏兄弟分掌燕兵。晋兵多犯法，高思继等将其诛杀。李克用以责备刘仁恭，刘仁恭把责任推给高氏兄弟，于是晋国尽诛高思继兄弟。刘仁恭以高行珪为牙将，高思继之子高行周当时年纪十馀岁，收于帐下。高行珪有武艺，为骑将，骁果出诸将之上。刘仁恭被囚，刘守光以高行珪为武州刺史。周德威统率晋兵攻打刘守光。李嗣源率兵助周德威平燕，劝说高行珪逆顺之理，高行珪降晋。刘守光部将元行钦牧马山后，听说刘守光被围，率牧马赴援。听说高行珪有变，即率部下军众攻打高行珪。当时，高行周跟随高行珪在武州，于是高行周夜缒出城奔马去见周德威，周德威于是派遣李嗣源、李嗣本、安金全率军救武州。到达后，李嗣源在广边军击败元行钦，元行钦解围而去，元行钦也归降晋国。
《新五代史》记载高行珪坚守多时，元行钦攻打武州是部下哗变，而不是为刘守光收复武州。元行钦麾下兵将在途中哗变，推举元行钦为幽州留后，元行钦说：“我害怕的就是高行珪。”于是派人到怀戎，抓住高行珪的儿子。兵过武州，招降高行珪：“刘守光可取而代之。当从我行，不然，就杀你的儿子。”高行珪说：“与君都是刘公部将，怎忍心相叛？我当为刘氏尽忠，怎会顾得上儿子。”元行钦于是率兵围高行珪。一月后，高行珪城中粮尽，告其州人：“我不是不为父老守城，现在刘公救兵不至，怎么办？可杀我归降。”父老表示愿意死守。随后，城不能守，降晋以击败元行钦。
高行珪在唐庄宗时，历任朔州、忻州、岚州三州刺史，转任云州留后、大同军节度使。唐明宗天成初年，转任邓州威胜军节度使、安州安远军节度使。他为人贪鄙，在安州时，所为不法，副使幽州人范延策，为人刚直，多次规谏，高行珪不听。后范延策上奏封事三条：一是请不禁猪羊过淮河，而禁丝绵匹帛，以充实中原；二请在山林要害置军镇，以绝寇盗；三述藩侯之弊，请让从事公开谏诤，节帅不从，令诸军校列班当廷劝诤。高行珪于是更讨厌他。安州戍兵计划谋叛，高行珪事先察觉，暗中把武库里的兵器移到他处。戍兵作乱，到武库夺兵器无所得，于是溃去，高行珪追上杀死。诬奏范延策同谋，于是范家父子都在汴州被冤杀。长兴元年五月初五戊辰日，高行珪在安州去世，赠太尉。